# محافظ (فیلم ۲۰۰۶)
«محافظ» (انگلیسی: The Guardian) یک فیلم اکشن و ماجراجویانه آمریکایی به کارگردانی اندرو دیویس با بازی کوین کاستنر که در سال ۲۰۰۶ منتشر شد.

## داستان
«بن راندل» (کوین کاستنر) بهترین امدادگر گروه گارد ساحلی طی عملیاتی همکاران گروه و بهترین دوستش را از دست می‌دهد از این رو برای مدتی به مدرسه آموزشی امدادگران می‌رود. در این بین همیشه کابوس شب از دست دادن دوستش برای او می‌ماند. همسر بن نیز به خاطر بی‌توجهی بن او را ترک می‌کند و می‌رود. بن تمام نیروی خود را برای آموزش گروه صرف می‌کند و در این میان یکی از شاگردان او جیک که از قهرمانان شنا هست شروع به شکستن رکوردهای بن می‌کند بن سعی می‌کند به لایه‌های زیرین زندگی جیک وارد شود و …

## بازیگران
- کوین کاستنر
- اشتون کوچر
- کلنسی براون
- نیال مک‌دوناف
- برایان گراتی
- سلا وارد
- برایان پاتریک واد
- جان هرد